# Abbaye de la Paix Notre-Dame de Namur
Ne doit pas être confondu avec Abbaye de la Paix Notre-Dame de Liège.
L'abbaye de la Paix Notre-Dame est un ancien monastère de moniales bénédictines sis à Namur en Belgique. Fondée en 1613 par des moniales venues de Douai elle appartenait à une branche réformée de l'Ordre de Saint-Benoit fondée par Florence de Verquigneul. Les bâtiments de l'abbaye, supprimée en 1796, sont repris par les Jésuites qui y ouvrent en 1830 un collège qui prend le même nom : Collège Notre-Dame-de-la-Paix.

## Histoire
À la suite de la demande d'Anne Boucqueau, une jeune dame de Bouvignes, et de l’évêque de Namur, Monseigneur Buisseret, Florence de Verquigneul, abbesse et fondatrice des bénédictines réformées de la Paix Notre-Dame à Douai, envoie quelques-unes de ses moniales à Namur pour y fonder un couvent. Un groupe de moniales Bénédictines venues de Douai s’installe à Namur en 1613.
Les religieuses sont chassées de leur monastère le 6 décembre 1796 lors des troubles révolutionnaires. Au début du XIXe siècle les bâtiments, sis rue de Bruxelles (Namur), abritent des installations industrielles jusqu'en 1830, année où ils sont acquis par la Compagnie de Jésus qui y ouvre un collège dès que le rétablissement de la liberté religieuse à la suite de l’indépendance de la Belgique (1830) le leur permet.

## Décor au temps des bénédictines
Selon De Saumery, l'abbatiale des bénédictines est construite de 1722 jusqu'à 1726 par Marie Anne Joseph Lambillon, une religieuse du monastère. 

Sans aucune formation artistique, la moniale se fait architecte et opte pour un plan en église double. Séparée de la nef par un mur, les religieuses sont donc placées derrière le chœur de l'autel. Il s'agit réellement du projet phare de la religieuse qui y met toute son énergie. En effet, selon Piront :
"Lorsqu’a débuté le chantier, elle en assuré le suivi quotidien et a contrôlé l’exécution de son projet dans ses moindres détails, y compris la décoration, l’aménagement du mobilier et l’installation d’un orgue qu’elle fait placer en tribune au revers de la façade (1729) pour conférer plus de faste à la liturgie, après avoir introduit le plain-chant dans sa communauté."
En 1740, De Saumery décrit l'ensemble de l'abbatiale. Selon lui, elle mesure 45 pas de long sur 13 de large. 

La façade est composée de trois niveaux d’ordres superposés. Au premier, on trouve un portail au centre, encadré par deux niches avec une statue de saint Benoît et de sainte Scholastique. Ces deux niches sont encadrées de colonnes toscanes. Au deuxième, on aperçoit un médaillon central encadré par quatre colonnes doriques. Le tout entre deux ailerons à volutes. Le dernier niveau présente des colonnes composites, surmonté par un fronton et une croix,.
"Elle [La facade] eft difinguée en trois parties de diférens ordres. La premiere eft ornée de quatre Pilaftres d'Ordre Tof-can avec un beau Portail au milieu furmonté d'une Figure de la Vierge & d'une grande Niche de chaque côté placée entre les Pilaftres. Elles font remplies des Figures de St. Benoît & de Ste Scholaftique de hauteur au-def-fus de l'ordinaire. Ces quatre Pilaftres foutiennent une belle Corniche qui regne au long de la Face.Le fecond étage eft acompagné de quatre Pilaftres d'Ordre Dorique, entre lefquels font des Médaillons : & le troifiéme qui eft féparé de celui-ci par une Corni-che, n'a que deux Pilaftres d'Ordre Compofite qui portent un Fronton cintré furmonté d'une Croix pofée au milieu & cantonné de deux grands Pots à feu."
À l'intérieur, derrière la façade, on trouve un buffet d'orgue constitué de quatre colonnes de marbres de jaspe et deux pilastres du même matériau.
Toujours selon l'auteur, la nef comporte deux niveaux d'élévation. Dix-neuf pilastres ioniques soutiennent une corniche au premier niveau. S'ensuit une série de quatorze fenêtres en plein cintre au second niveau. Le sol est pavé de faux marbre blanc.
Au fond, l'autel, qui sépare le chœur des religieuses de l'espace des fidèles, est grandiose. Il s'en détache dix colonnes de porphyres avec chapiteaux et bases de marbre blanc, elles-mêmes posées sur des doubles piédestaux de marbre noir. Ces colonnes soutiennent une architrave suivie d'un couronnement de la Vierge encadré par deux ailerons à volutes couronnés de pots à feux. L'ensemble est surmonté d'une croix. Cet autel est, lui même, encadré par deux portiques décorés de pilastres de jaspe. Ces derniers supportent un attique où l'on découvre deux tableaux représentant sainte Scholastique sur l’un et saint Benoit sur l’autre.
Au revers de cet autel, coté religieuse, on distingue deux ensembles architecturaux. Le premier, se compose d’un portique avec une arcade. A l’intérieur, on découvre un pavillon en marbre blanc, dont les rideaux sont ouverts par deux anges, où une statue de sainte Adèle est posée sur un sacraire avec des reliques. 

À coté de ce premier ensemble, un second est d’une architecture similaire. Mais, au niveau du pavillon, on trouve une tête de mort. En dessous, deux génies sont accoudés sur un tombeau avec une inscription nécrologique. Il s’agit du tombeau de M. Lambillion et Francoise Rubens. Il s'agit bien de la petite-fille de Rubens.
Le Sanctuaire eft pavé de Marbre noir & blanc mêlés avec beaucoup de goût. On y voit un double Autel des plus magnifiques. Le Maflif qui eft du plus fin Marbre noir, elt chargé de fix belles Colonnes de Porfire, af-forties de leurs Bafes & Chapiteaux de Marbre blanc, 8 polées fur des doubles piédeftaux de Marbre noir facés de Marbre jafpé. Elles foutiennent une Architrave avec une Corniche coupée & contournée en volutes pour donner place à un Couronnement furmonté d'une Croix raionnée. La Corniche eft cantonnée de deux Urnes enflammées.
Ce Corps d'Architecture extrémement élevé, ef acompagne de deux Portiques entre des Pilaftres de jaf-pe, qui portent des Atiques en forme de couronnemens ornés des deux Tableaux de St. Benoît &r de Ste Scholaftique, cantonnés de Piramides de Marbre.
Cet Ouvrage derriére lequel eft le Chœur & qui ocupe toute la largeur de l'Eglife, femble être continué en retournant le long des Murs, par deux beaux Corps d'Architecture. Celui qui eft élevé au côté de l'Evan-vangile eft un Portique à une belle Arcade, d'où tombe un Pavillon fculté en Marbre blanc, duquel deux Anges relevent les Rideaux pour découvrir une très-belle Figure de Ste Adéle pofée fur un Sacraire ou plufieurs reliques font dépofées.

De l'autre côté eft une Architecture uniforme, dont le milieu eft rempli d'une Piramide furmontée d'une Tête de Mort, fa Face eft chargée d'un Ecu armorial, & fa Bafe eft cantonnée de deux Génies qui y font triftement acoudés, entre lefquels eft une Infoription nécrologique. Ces deux beaux Ouvrages qui font entiére-ment d'un Marbre choif, doneent une grande idée de l'Architecte, & du Sculteur auxquels ils font également redevables de leur beauté. Celui qui eft fitué à côté de l'Epitre eft le Tombeau de M. Lambillon Préfident du Confeil & de fon époufe Françoife Rubens, petite-fille du célébre Rubens un des excélens Peintres de fon Siécle.

## AuXXIesiècle
Les bâtiments datant du début du XVIIe siècle et de 1734-1739 sont occupés par les facultés Notre-Dame-de-la-Paix devenues Université de Namur en 2010. Les Jésuites ont ajouté deux étages et démoli l'église abbatiale des moniales.